# Michael Kors
Michael David Kors (nar. 9. srpna 1959 Merrick, Long Islandu jako Karl Anderson Jr. ) je americký módní návrhář.
Svůj módní dům Kors založil roku 1981 pod názvem Michael Kors LLC. Na burzu vstoupil koncem roku 2011 jako Michael Kors Holdings Limited se sídlem na Britských Panenských ostrovech a v roce 2019 byl přejmenován na Capri Holdings (ticker CPRI). Pod značkou Michael Kors společnost prostřednictvím vlastní sítě butiků a prodejců celosvětově nabízí pánské a dámské konfekční módní kolekce a doplňky – především kabelky – a boty, šperky, hodinky a parfémy v horním cenovém segmentu. Od roku 2017 je součástí skupiny také výrobce obuvi Jimmy Choo a od roku 2018 módní dům Versace.